# Separasi
La separasi, o separina, è una proteasi cisteinica che media l'innesco dell'anafase idrolizzando la coesina. L'enzima è inibito dalla securina. Studi recenti hanno dimostrato anche una correlazione con la protezione dei cromosomi. 

## Ruolo nella protezione dei cromosomi
Una ricerca condotta dal gruppo di Giovanni Cenci, del dipartimento di Biologia e biotecnologie C. Darwin della Sapienza Università di Roma, utilizzando l'organismo modello Drosophila Melanogaster, il comune moscerino della frutta, ha portato alla identificazione di un nuovo fattore che protegge il telomero. Questo fattore è la separasi, una proteina molto conservata e già nota per il suo ruolo nella regolazione della separazione dei cromosomi durante la divisione cellulare. Il lavoro, condotto principalmente da Francesca Cipressa e diretto da Giovanni Cenci, ha dimostrato che la separasi, oltre alla sua funzione canonica, riveste un ruolo importantissimo mai descritto prima nel prevenire la formazione delle fusioni cromosomiche in Drosophila. Estrapolate le osservazioni condotte prima su Drosophila direttamente nelle cellule umane, si è potuto dimostrare che la separasi ha un ruolo essenziale anche nella protezione dei telomeri umani.
I cromosomi presentano un cappuccio protettivo alle loro estremità, il telomero, che, tra le varie funzioni, impedisce ai cromosomi stessi di fondersi tra loro. I cromosomi fusi rappresentano una serie minaccia alla stabilità della cellula e molto spesso sono alla base della catastrofe genomica che causa numerosi tumori incluso il cancro. L'identificazione di proteine che costituiscono o regolano la formazione del cappuccio telomerico costituisce un tassello importante verso la comprensione dei meccanismi molecolari che generano le fusioni delle estremità cromosomiche e che sono alla base della instabilità cromosomica. Lo studio è stato pubblicato il 18 gennaio 2016 sulla rivista Nature Communications.